# Ernest Jean Aimé
Ernest Jean Aimé (París, 12 de noviembre de 1858-Fleury-devant-Douaumont, 6 de septiembre de 1916) fue un militar francés. Es uno de los 42 generales muertos en combate durante la Primera Guerra Mundial.

## Biografía
En 1869, siendo un niño con solo 11 años ingresa en una escuela militar preparatoria. El 12 de noviembre a la edad de 18 años es ya un soldado perteneciente al 8.º batallón de cazadores a pie. En 1877 hace campaña en África. En 1881, ascendido a sargento mayor, se reengancha para cinco años.  En 1883, supera la prueba de ingreso y entra en la Escuela militar de infantería de Saint-Maixent. En 1884, sale con el grado de alférez e ingresa en el 28.º batallón de cazadores a pie. Es ascendido a teniente el 25 de diciembre de 1887 y destinado a Troyes. El 24 de diciembre de 1884 es nombrado capitán. En 1904 es nombrado jefe de batallón del 76.º regimiento de infantería y posteriormente al 1.º de cazadores  a pie. De 1909 a 1910, es teniente coronel del 3.º regimiento de zuavos en Sathonay-Camp. De enero de 1911 a mayo de 1913 está al frente de la Escuela militar de infantería de Saint-Maixent. En 1913, asciende a coronel y es destinado a Nancy como comandante en jefe del 79.º regimiento de infantería.

## Primera Guerra Mundial
El 2 de agosto de 1914, el coronel Aimé es movilizado al frente al mando de su regimiento. Toma parte en la batalla de Lorena y la de Grand-Couronné. Desde el 25 de octubre de 1914 hasta el 20 de octubre del mismo año, lucha en la batalla de Picardie. EN diciembre de 1914 es promovido a general de brigada y toma el mando de la 67.ª división de infantería el 14 de agosto de 1915.
Aimé, es nombrado el 5 de abril de 1916, comandante de la Legión de Honor, de la que ya era caballero desde 1898.
El general Aimé, murió el 6 de septiembre de 1916, en el Fuerte de Souville, en Fleury-devant-Douaumont.
Reconocido con la mención Muerto por Francia, es enterrado en la necrópolis nacional de Dugny-sur-Meuse junto a 1.836 soldados muertos durante la batalla de Verdún.

## Posteridad
En 1919, una unidad de infantería de Haguenau lleva su nombre en honor del general Aimé.
Su nombre está inscrito en el monumento a los generales muertos en el Campo del Honor (1914-1918) de la Iglesia de Saint Louis en el Hotel de Los Inválidos de París.

## Condecoraciones
Comandante de la Legión de Honor (decreto de 5 de abril de 1916)
Croix de Guerre 1914-1918, palma de bronce.
Orden de las Palmas Académicas (cuatro citaciones)